# John William Evans (Politiker)

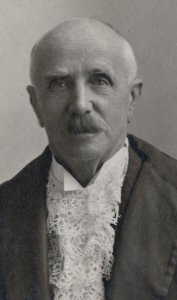
Sir John William Evans

Sir John William Evans CMG (* 1. Dezember 1855 in Liverpool, England; † 2. Oktober 1943 in Hobart, Tasmanien) war ein australischer Politiker und von 1904 bis 1909 Premier von Tasmanien.
Evans wurde 1855 in Liverpool, England geboren. 1859 siedelte die Familie nach Battery Point, Hobart über. Um 1873 heuerte Evans auf der Helen an, einer Bark deren Miteigentümer sein Vater war, die vornehmlich Handelsrouten nach China und Japan befuhr. Später diente er als zweiter Maat auf der Wynaud und der Harriet McGregor. 1882 havarierte die sich unter seinem Kommando befindende Tasman. Am 20. Oktober 1883 heiratete er Emily Mary Harcourt († 1941), die Tochter des ehemaligen Bürgermeisters von Hobart James Harcourt. Nachdem es 1886 zum Verlust eines zweiten Schiffes gekommen war, zog sich Evans von der Seefahrt zurück und wurde zusammen mit seinem Schwiegervater im Eisenwarenhandel tätig.
1897 wurde Evans erstmals in das Tasmanian House of Assembly gewählt, dessen Mitglied er bis 1937 auch blieb. Am 12. Juli 1904 wurde er zum Premier von Tasmanien ernannt. Dieses Amt hatte er bis zum 19. Juni 1909 inne.
1906 wurde er als Companion in den Order of St Michael and St George aufgenommen. Am 1. April 1926 wurde er als Knight Bachelor („Sir“) geadelt.
1934 veröffentlichte er seine Autobiografie The Life Story of Sir John Evans K.B., C.M.G.